# Gare de Saint-Chamond
Gare de Saint-Chamond vasútállomás Franciaországban, Saint-Chamond településen.

## Vasútvonalak
Az állomást az alábbi vasútvonalak érintik:
- Moret–Lyon-vasútvonal

## Kapcsolódó állomások
A vasútállomáshoz az alábbi állomások vannak a legközelebb:
- Gare de Rive-de-Gier (Lyon-Perrache pályaudvar)
- Gare de Saint-Étienne-Châteaucreux (Gare de Moret - Veneux-les-Sablons)